# 進藤三郎
進藤三郎（日文：／ Shindō Saburō，1911年8月28日—2000年2月2日），日本海軍軍人。海兵60期。最終军衔是海軍少佐。曾參與第二次中日戰爭和太平洋戰爭。
2000年2月2日，進藤三郎在家中去世。